# Achal

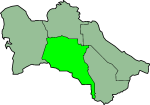
Provinsens läge i Turkmenistan

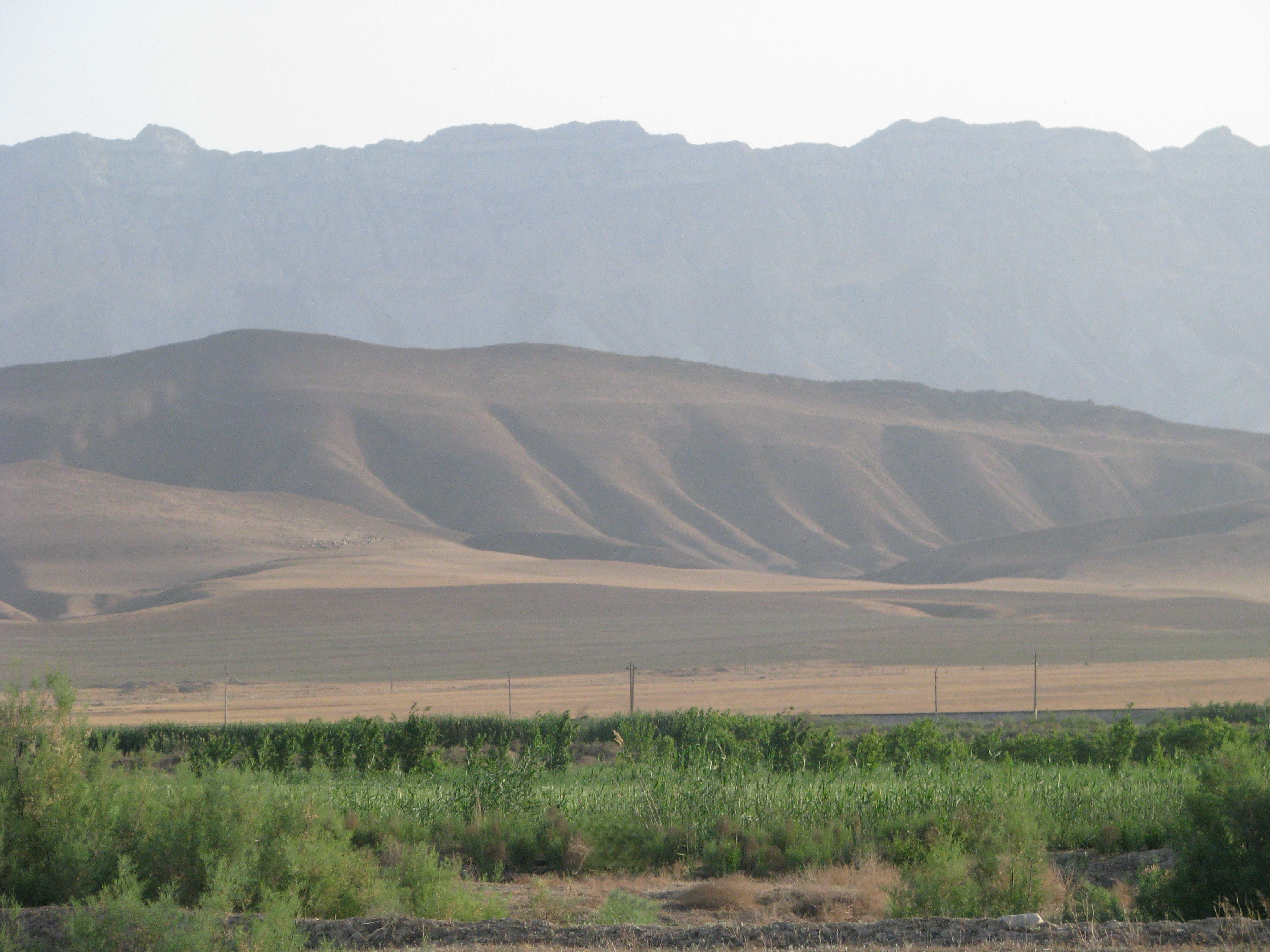
Kopet Dag i Aschal

Achal, eller Ahal,  (turkmeniska: Ahal welaýaty, Ахал велаяты) är en provins i Turkmenistan, belägen i landets södra centrala del, med gräns vid bergskedjan Kopet-Dag i syd mot Iran och Afghanistan. Achal har 939 700 invånare (2005) på en yta av 97 160 km². Huvudort är Asjchabad. 
Området bevattnas av oasen Achal Teke. Hästrasen achaltekeer härstammar från regionen.

## Distrikt
Provinsen är indelad i 8 distrikt (etraplar; singular etrap) och en stad (il)  :
- Abadan (stad)
- Akbugdaý
- Babadaýhan
- Baharly
- Gökdepe
- Kaka
- Ruhabat
- Sarahs
- Tejen